# Walter Eder

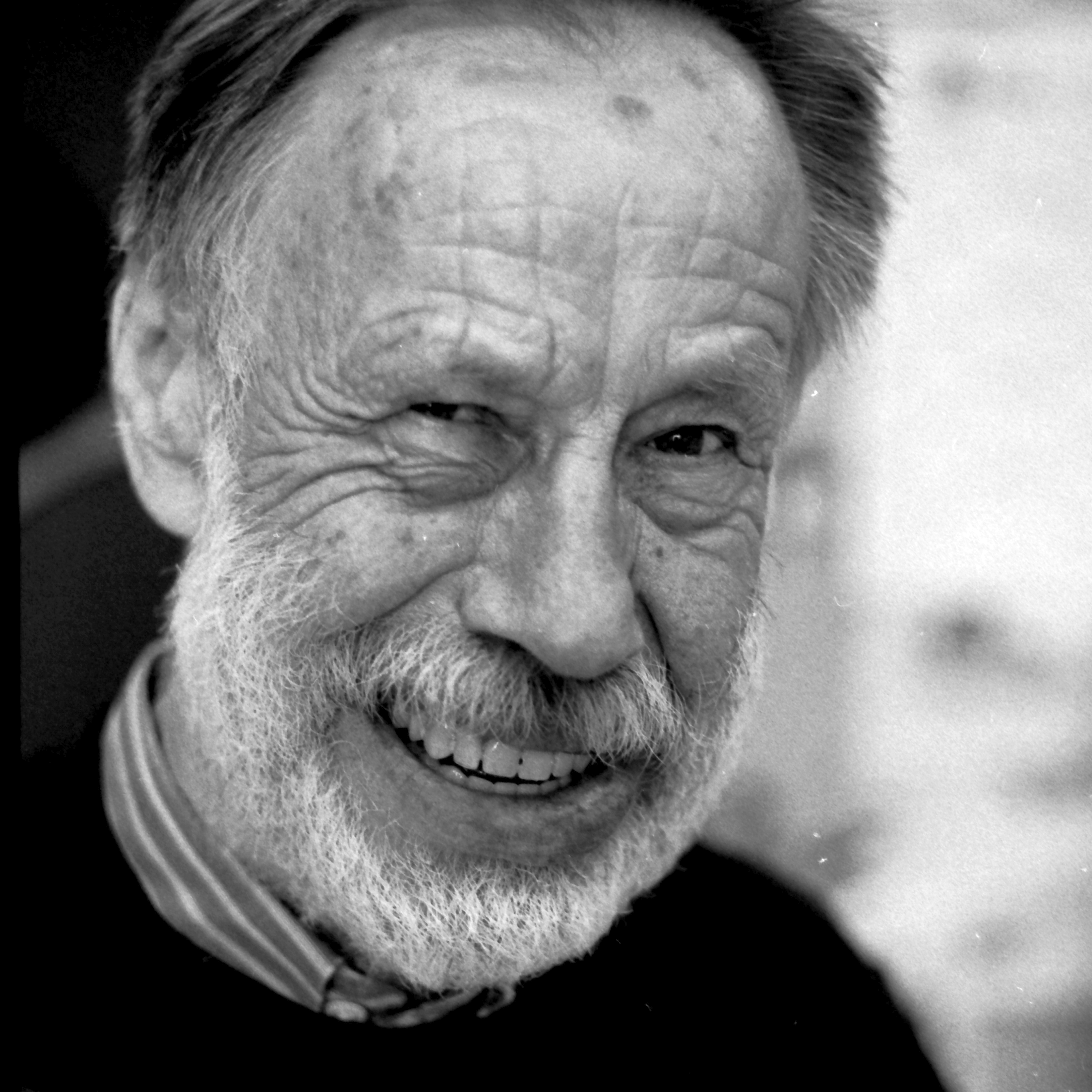
Walter Eder, Juli 2006

Walter Eder (* 2. April 1941 in Winterberg, Böhmerwald; † 16. Juli 2009 in Berlin) war ein deutscher Althistoriker.

## Leben
Walter Eder, Sohn von Emanuel Eder und seiner Ehefrau Anna Eder, geborene Sykora, musste im Juli 1946 zusammen mit seinen Eltern, dem älteren Bruder und der gerade drei Monate alten Schwester die Heimat Winterberg in Böhmen verlassen. Die Familie wurde nach Bayern ausgesiedelt und kam zunächst nach Anzenkirchen. Im Sommer 1951 verzog sie nach Passau, wo der Vater zuerst bei der Passavia und dann bei der Passauer Neuen Presse als Korrektor tätig war.
Walter Eder besuchte von 1947 bis 1951 die Volksschule in Anzenkirchen und von 1951 bis 1960 das Humanistische Gymnasium Leopoldinum in Passau. Nach dem Abitur studierte er vom Wintersemester 1960 bis zum Sommersemester 1965 an der Universität München Klassische Philologie und Geschichte. Vom Sommersemester 1964 bis zum Sommersemester 1965 kam das Studium der Germanistik und von Wintersemester 1965 bis 1966 das der Rechtswissenschaft und Volkswirtschaft hinzu. Im Sommer 1965 schloss er sein Studium für das Höhere Lehramt mit der 1. wissenschaftlichen Staatsprüfung in den Fächern Griechisch, Latein und Geschichte ab und erwarb noch im gleichen Jahr den Grad Magister artium in den Fächern Alte Geschichte, Griechisch und Latein. Seit dem 1. März 1966 arbeitete er als wissenschaftlicher Assistent am Seminar für Alte Geschichte der Freien Universität Berlin. Vom Wintersemester 1966/67 bis 1969 setzte er das Studium der Rechtswissenschaft an der FU fort. 1968 heiratete er Gabriele Dunst. Aus der Ehe gingen zwei Söhne sowie eine Tochter hervor.
Im Jahr 1969 wurde er mit der Dissertation Das vorsullanische Repetundenverfahren in München bei Robert Werner zum Doktor der Philosophie promoviert, Zweitgutachter war Wolfgang Kunkel. 1970 wurde Eder an der FU Berlin zum Akademischen Rat ernannt und 1971 zum Professor für Alte Geschichte. 1978 habilitierte er sich mit dem Thema Servitus publica. Untersuchungen zur Entstehung, Entwicklung und Funktion der öffentlichen Sklaverei in Rom an der FU. 1980/81 und noch einmal 1984/85 forschte er am Deutschen Archäologischen Institut in Rom. 1981 war er Junior Fellow am Center for Hellenic Studies in Washington, D.C., 1988/89 Research Fellow am Institute for Advanced Study in Princeton. 1992 wurde Walter Eder zum C-4-Professor für Alte Geschichte an der Ruhr-Universität Bochum berufen, an der er bis zu seiner Emeritierung 2006 lehrte und forschte.
Seit 1994 war er im Auftrag der archäologischen Grabungsleitung unter Volkmar von Graeve verantwortlicher Leiter der denkmalpflegerischen und touristischen Aufbereitung der antiken Stadtruine Milet in der Türkei. Von 1972 bis 1997 übernahm er zahlreiche Reiseleitungen im gesamten Mittelmeerraum, Europa und Nordamerika.
Eder war Mitbegründer des Willy Scharnow-Institut, des Instituts für Tourismus der Freien Universität Berlin. Er fungierte dort als wissenschaftlicher Leiter des Ausbildungsbereichs Wissenschaftliche Reiseleitung und -planung und war verantwortlich für den Aufbau eines Tourismusarchivs (heute Historisches Archiv zum Tourismus). Nach seiner Berufung nach Bochum 1992 blieb er Lehrbeauftragter am Willy-Scharnow-Institut, das 2009 den Lehrbetrieb einstellte.
Hartmut Leppin widmete sein Buch Das Erbe der Antike (2010) dem Andenken an Walter Eder und schrieb über ihn im Vorwort: „Er war ein großer, lange verkannter Anreger des Faches, denn er wusste originell zu denken, doch starb er zu früh, um all das niederzuschreiben, was er an Neuem gedacht und so vielen in großzügiger Weise mündlich weitergegeben hat.“

## Schwerpunkte von Forschung und Lehre
Eder beschäftigte sich mit der Geschichte des Mittelmeerraumes und der angrenzenden Gebiete von der Einwanderung der Indoeuropäer im 2. Jahrtausend v. Chr. bis zum Ende des Weströmischen Reiches im 5./6. Jahrhundert, also der ganzen Antike bzw. klassischen Altertum in ihren/seinen weitesten zeitlichen und räumlichen Ausdehnungen. Schwerpunkte seiner Arbeit waren Analysen zum Werden und Vergehen staatlicher Strukturen, deren religiöse, soziale und wirtschaftliche Voraussetzungen und Folgen sowie die damit im Zusammenhang stehenden gesellschaftlichen und kulturellen Bedingungen antiker politischer Systeme und Lebensformen sowie deren wissenschaftliche Darstellung in der Moderne. Das Studium der römischen Rechtsgeschichte kam seinen Publikationen zur vergleichenden Rechts- und Verfassungsgeschichte der Antike zugute.
Eder war für den Neuen Pauly einer der Fachbereichsherausgeber im Teilbereich Alte Geschichte und verfasste selbst zahlreiche Artikel. Zusammen mit dem Altorientalisten Johannes Renger war er ferner Herausgeber des ersten Supplementbandes des Neuen Pauly mit dem Titel Herrscherchronologien der antiken Welt. Namen, Daten, Dynastien.
Die gleiche Breite seiner wissenschaftlichen althistorischen Forschungen deckte Eder mit den Themen seiner Lehrveranstaltungen ab. Ungewöhnlich für die wissenschaftliche Laufbahn eines Althistorikers war Eders Engagement für wissenschaftliche Fragen des Tourismusbetriebes, das ihn zum Mitbegründer des Instituts für Tourismus der Freien Universität werden ließ. Ihm blieb er auch nach seiner Berufung an die Ruhr-Universität als Lehrbeauftragter verbunden. Daraus sind zahlreiche wissenschaftliche Aufsätze und Vorträge zur Praxis der Reiseleitung sowie zu Denkmalpflege und Tourismus entstanden.

## Veröffentlichungen zur Alten Geschichte (Auswahl)
Schriftensammlung
- als Herausgeber Kurt Raaflaub: Bürger und Staat im griechisch-römischen Altertum. Gesammelte Schriften (= Historia. Einzelschrift. Bd. 271). Franz Steiner Verlag, Stattgart 2023, ISBN 978-3-515-13373-9.

Veröffentlichungen
- Das vorsullanische Repetundenverfahren. München 1969 (München, Ludwig-Maximilians-Universität, Dissertation, vom 18. Juli 1969).
- Servitus publica. Untersuchungen zur Entstehung, Entwicklung und Funktion der öffentlichen Sklaverei in Rom (= Forschungen zur antiken Sklaverei. Bd. 13). Steiner, Wiesbaden 1980, ISBN 3-515-03365-3 (Berlin, Freie Universität, Habilitations-Schrift, 1978).
- The Political Significance of the Codification of Law in Archaic Societies. An Unconventional Hypothesis. In: Kurt Raaflaub (Hrsg.): Social Struggles in Archaic Rome. New Perspectives on the Conflict ofe the Orders. University of California Press, Berkeley CA u. a. 1986, ISBN 0-520-05528-4, S. 262–300 (Expanded and updated edition. Blackwell, Oxford 2005, ISBN 1-4051-0061-3, S. 205, 239–267).
- Selfconfidence and Resistance: The Role of demos and plebs after the Expulsion of the Tyrant in Athens and the King in Rome. In: Toro Yuge, Masoki Doi (Hrsg.): Forms of Control and Subordination in Antiquity. Proceedings. The Society for Studies on Resistance Movements in Antiquity u. a., Tokyo u. a. 1988, ISBN 90-04-08349-9, S. 165–175.
- als Herausgeber: Staat und Staatlichkeit in der frühen römischen Republik. Akten eines Symposiums, 12.–15. Juli 1988, Freie Universität Berlin. Steiner, Stuttgart 1990, ISBN 3-515-05539-8.
- Who Rules? Power and Participation in Athens and Rome. In: Anthony Mohlo, Kurt Raaflaub, Julia Emlen (Hrsg.): City States in Classical Antiquity and Medieval Italy. Athens and Rome, Florence and Venice. Steiner, Stuttgart 1991, ISBN 3-515-05873-7, S. 169–196.
- Polis und Politai. Die Auflösung des Adelsstaates und die Entwicklung des Polisbürgers. In: Irma Wehgartner (Red.): Euphronios und seine Zeit. Kolloquium in Berlin, 19./20. April 1991 anläßlich der Ausstellung Euphronios, der Maler. Staatliche Museen zu Berlin – Preußischer Kulturbesitz, Berlin 1992, ISBN 3-88609-129-5, S. 24–38.
- Gruppenbewußtsein und Fremdenhaß. Formen der Integration und Ausgrenzung in antiken Gesellschaften. In: Interkulturell. Forum für Interkulturelle Kommunikation, Erziehung und Beratung. Heft 4, 1993, S. 25–39.
- als Übersetzer: Marcel Detienne: Dionysos. Göttliche Wildheit (= Edition Pandora. Bd. 5). Aus dem Französischen übersetzt von Gabriele und Walter Eder. Campus-Verlag u. a., Frankfurt am Main u. a. 1992, ISBN 3-593-34728-8, ISBN 3-423-04655-4 (Auch: (= dtv. Bd. 4655). Deutscher Taschenbuch-Verlag, München 1995, ISBN 3-423-04655-4).
- The Power of Tradition in the Age of Augustus. The Principate as a „binding link“ between the Republic and Empire. In: Kurt A. Raaflaub, Mark Toher (Hrsg.): Between Republic and Empire. Interpretations of Augustus and his Principate. 1st paperback printing. University of California Press, Berkeley CA u. a. 1993, ISBN 0-520-08447-0, S. 71–122.
- Zwischen Monarchie und Republik. Das Volkstribunat in der frühen römischen Republik. In: Bilancio critico su Roma arcaica fra monarchia e repubblica. In memoria di Ferdinando Castagnoli (Roma, 3–4 giugno 1991) (= Atti dei convegni Lincei. Bd. 100, ISSN 0391-805X). Accademia Nazionale dei Lincei, Rom 1993, S. 9–127.
- Die Geschichte des Imperium Romanum (Republik und Principat). In: Jochen Martin (Hrsg.): Das alte Rom. Geschichte und Kultur des Imperium Romanum. Bertelsmann, München 1994, ISBN 3-570-12178-X, S. 44–78.
- als Herausgeber: Die athenische Demokratie im 4. Jahrhundert v. Chr. Vollendung oder Verfall einer Verfassungsform? Akten eines Symposiums 3.–7. August 1992, Bellagio. Steiner, Stuttgart 1995, ISBN 3-515-06387-0.
- Rechtsentwicklung und Verfassungskrise in Athen und Rom. In: Ernst Günther Schmidt (Hrsg.): Griechenland und Rom. Vergleichende Untersuchungen zu Entwicklungstendenzen und -höhepunkten der antiken Geschichte, Kunst und Literatur. Universitäts-Verlag u. a., Tbilissi u. a. 1996, ISBN 5-511-00669-6, S. 131–151.
- als Herausgeber mit Karl-Joachim Hölkeskamp: Volk und Verfassung im vorhellenistischen Griechenland. Beiträge auf dem Symposium zu Ehren von Karl-Wilhelm Welwei in Bochum, 1.–2. März 1996. Steiner, Stuttgart 1997, ISBN 3-515-07088-5.
- Aristocracy and the Coming of Democracy. In: Ian Morris, Kurt A. Raaflaub (Hrsg.): Democracy 2500? Questions and challenges (= Archaeological Institute of America. Colloquia and Conference Papers. Bd. 2). Kendall/Hunt Publishing Co., Dubuque IA 1998, ISBN 0-7872-4466-X, S. 105–140.
- Demokratie und Größenwahn: Die Paradoxien der athenischen Demokratie. In: Bernd Effe, Reinhold F. Glei (Hrsg.): Genie und Wahnsinn. Konzepte psychischer „Normalität“ und „Abnormität“ im Altertum (= Bochumer altertumswissenschaftliches Colloquium. Bd. 46). WVT – Wissenschaftlicher Verlag Trier, Trier 2000, ISBN 3-88476-402-0, S. 83–95.
- Die Harpalos-Affäre. In: Leonhard Burckhardt, Jürgen von Ungern-Sternberg (Hrsg.): Große Prozesse im antiken Athen. Beck, München 2000, ISBN 3-406-46613-3, S. 201–215.
- als Übersetzer: Marcel Detienne: Die Adonis-Gärten. Gewürze und Düfte in der griechischen Mythologie. Aus dem Französischen übersetzt von Gabriele und Walter Eder. Wissenschaftliche Buchgesellschaft, Darmstadt 2000, ISBN 3-534-14475-9.
- Schlummernde Potentiale: Die Rolle von Volkstribunen und Ephoren in Verfassungskrisen. In: Norbert Ehrhardt, Linda-Marie Günther (Hrsg.): Widerstand – Anpassung – Integration. Die griechische Staatenwelt und Rom. Festschrift für Jürgen Deininger zum 65. Geburtstag. Steiner, Stuttgart 2002, ISBN 3-515-07911-4, S. 49–60.
- als Herausgeber mit Johannes Renger: Herrscherchronologien der antiken Welt. Namen, Daten, Dynastien (= Der Neue Pauly. Supplemente. Bd. 1). Metzler, Stuttgart u. a. 2004, ISBN 3-476-01912-8 (In englischer Sprache: Chronologies of the Ancient World. Names, dates and dynasties. Translated and edited by Wouter F. M. Henkelman. Assistant editor Robert Chenault. Brill, Leiden u. a. 2007, ISBN 978-90-04-15320-2).
- Augustus and the Power of Tradition. In: Karl Galinsky (Hrsg.): The Cambridge Companion to the Age of Augustus. Cambridge University Press, Cambridge u. a. 2005, ISBN 0-521-00393-8, S. 13–22.

## Publikationen zu Tourismus, Denkmalpflege und Reiseleitung (Auswahl)
- Antike und Tourismus. In: Koldewey-Gesellschaft, Vereinigung für Baugeschichtliche Forschung e. V.: Bericht über die 40. Tagung für Ausgrabungswissenschaft und Bauforschung. Vom 20. bis 24. Mai 1998 in Wien. Habelt, Bonn 2000, ISBN 3-7749-3020-1, S. 50–58.
- Planung von wissenschaftlichen Studienreisen. In: Günther Haedrich, Claude Kaspar, Kristiane Klemm, Edgar Kreilkamp (Hrsg.):  Tourismus-Management. Tourismus-Marketing und Fremdenverkehrsplanung. 3., völlig neu bearbeitete und wesentlich erweiterte Auflage. de Gruyter, Berlin u. a. 1998, ISBN 3-11-015185-5, S. 531–554.
- Geschichte und Tourismus. In: Klaus Bergmann, Klaus Fröhlich, Annette Kuhn, Jörn Rüsen, Gerhard Schneider (Hrsg.): Handbuch der Geschichtsdidaktik. 5., überarbeitete Auflage. Kallmeyer, Seelze-Velber 1997, ISBN 3-7800-4920-1, S. 718–727.
- Entwurf eines denkmalpflegerischen und touristischen Gesamtkonzepts für die Stadtruine Milet. In: Archäologischer Anzeiger. 1995, S. 275–282.
- Wissenschaftliche Reiseleitung und Kulturtourismus. In: Christoph Becker, Albrecht Steinecke (Hrsg.): Kulturtourismus in Europa. Wachstum ohne Grenzen? (= ETI-Studien. Bd. 2, ZDB-ID 2128576-7). Europäisches Tourismus-Institut, Trier 1993, S. 161–184.
- Die Anfänge der Tourismusforschung in Deutschland. In: Touristik und Verkehr. Bd. 3, 1988, ISSN 0179-7425, S. 12–20.
- Unsichtbares sichtbar machen. Überlegungen zum Wiederaufbau antiker Denkmäler. In: Universitas. Bd. 42, 1987, ISSN 0041-9079, S. 644–655.